# Сухопутні війська Бразилії
Сухопутні війська Бразилії (порт. Exército Brasileiro) — один з видів збройних сил Федеративної Республіки Бразилія.

## Техніка та озброєння

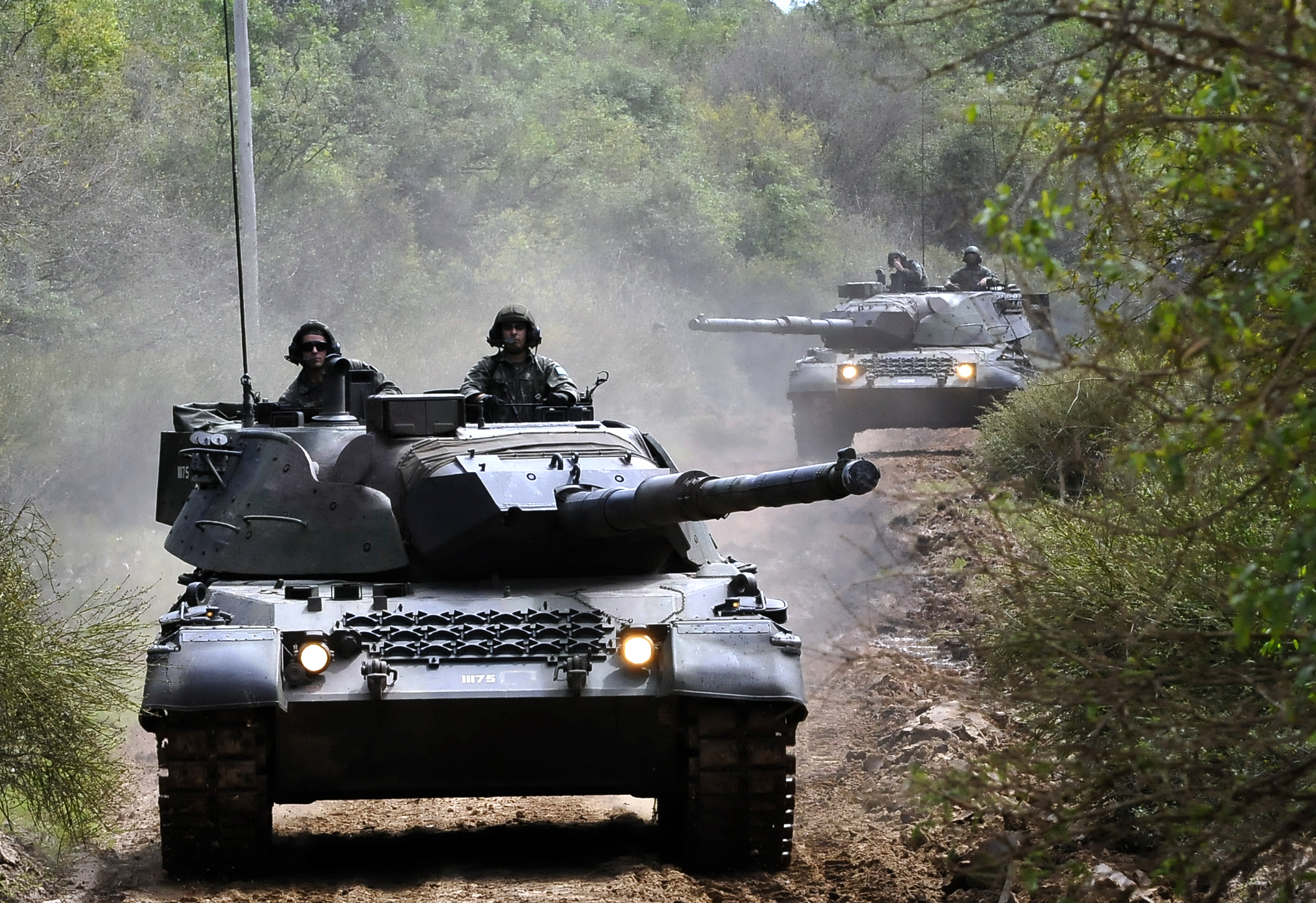
Німецький танк Leopard 1, що виготовлений для бразильської піхоти.

Відповідно до даних Міжнародного інституту стратегічних досліджень (IISS) на 2010 [Архівовано 12 жовтня 2012 у Wayback Machine.] рік чисельність Сухопутних військ Бразилії становила 120 тисяч чоловік і вони мали у своєму розпорядженні таку техніку:
| Leopard 1A1BE          | Німеччина         | основний бойовий танк       | 128 |  |
| Leopard 1A5BR          | Німеччина         | основний бойовий танк       | 220 |  |
| M-60A3                 | США               | основний бойовий танк       | 91  |  |
| M41В M41С              | США               | легкий танк                 | 152 |  |
| Engesa EE-9 Cascavel   | Бразилія          | бойова розвідувальна машина | 408 |  |
| Engesa EE-11 Urutu     | Бразилія          | бронетранспортер            | 223 |  |
| M113                   | США               | бронетранспортер            | 584 |  |
| Артилерія              |                   |                             |     |  |
| Astros II              | Бразилія          | РСЗВ                        | 20  |  |
| M108                   | США               | 105 мм самохідна гаубиця    | 72  |  |
| M109A3                 | США               | 155 мм самохідна гаубиця    | 37  |  |
| L-118 Light Gun        | Велика Британія   | 105 мм буксована гаубиця    | 40  |  |
| M101/M102              | США               | 105 мм буксована гаубиця    | 233 |  |
| OTO Melara Mod 56      | Італія            | 105 мм буксована гаубиця    | 63  |  |
| M114                   | США               | 155 мм буксована гаубиця    | 95  |  |
| Міномет L16            | Велика Британія   | 81 мм міномет               | 453 |  |
| M936 AGR               | Бразилія          | 81 мм міномет               | 715 |  |
| M120                   | США               | 120 мм міномет              | 77  |  |
| Протитанкова артилерія |                   |                             |     |  |
| ERYX                   | Франція           | ПТРК                        | 18  |  |
| Мілан                  | Франція           | ПТРК                        | 12  |  |
| М40A1                  | США               | безвідкатна гармата         | 194 |  |
| Carl Gustaf M2         | Швеція            | безвідкатна гармата         | 149 |  |
| AT4                    | Швеція            | гранатомет                  | 540 |  |
| Вертольоти             |                   |                             |     |  |
| AS550 Fennec           | Європейський Союз | Багатоцільовий              | 19  |  |
| AS532 Cougar           | Європейський Союз | Багатоцільовий              | 8   |  |
| S-70A-36               | США               | Багатоцільовий              | 4   |  |
| AS365 Dauphin          | Європейський Союз | Багатоцільовий              | 32  |  |
| AS350 Écureuil         | Європейський Союз | Багатоцільовий              | 32  |  |
| Засоби ППО             |                   |                             |     |  |
| Ігла                   | Росія             | ПЗРК                        | 53  |  |
| GDF-001                | Швейцарія         | 35 мм Зенітна установка     | 39  |  |
| L70                    | Швеція            | 40 мм Зенітна установка     | 27  |  |
| Saber M60              | Бразилія          | Радарна установка ППО       | 5   |  |